# Eduard Buchner
Eduard Buchner (München, 20. svibnja 1860. – Focşani, Rumunjska, 13. kolovoza 1917.), njemački kemičar, dobitnik Nobelove nagrade za kemiju 1907. za istraživanje fermentacije.
Rođen je u Münchenu. Započeo je studirati kemiju u Kemijskom laboratoriju Richarda Erlenmeyera. Oko 1884. započinje zajednički rad na kemiji s budućim nobelovcem Adolfom von Baeyerom, a na botanici s von Nägelijem. Oko 1885. radi pod nadzorom svoga brata i tada se pojavio njegov prvi rad o utjecaju kisika na fermentaciju. Nakon jednog razdoblja rada kod Otta Fischera u Erlangenu obranio je 1888. doktorsku tezu u Münchenu. Postaje docent kod Adolfa fon Baeyera. Tu je dobio i pomoć u opremi malug laboratorija za fermentaciju i 1893. započinje s prvim eksperimentima na fermentaciji, odnosno na sadržaju ćelija kvasca. Međutim, savjet laboratorija je bio mišljenja da je to uzaludan posao, jer su dotad ćelije kvasca i njihovo mljevenje bili dugo dobro proučavani. Smatrali su da se tu nema što istraživati. Zbog toga napušta ta istraživanja sljedeće tri godine. Dolazi u Kiel 1893., gdje postaje profesor 1895. Tijekom 1896. radi u Tübingenu, a tijekom ljetnih praznika obnavlja u Münchenu rad na sadržaju ćelija kvasca. Tu mu je brat bio u upravnom odboru, tako da je dobio sredstva potrebna za istraživanje. Konačno 9. siječnja 1897. objavljuje rad "O alkoholnoj fermentaciji bez ćelija kvasca". Njegovi eksperimenti postaju značajni i od 1898. radi u Berlinu. Radovi na fermentaciji postaju jako bitni za industriju šećera.
Godine 1907. je dobio Nobelovu nagradu za kemiju za istraživanja fermentacije.
Tijekom Prvog svjetskog rata bio je major u bolnici u Rumunjskoj. Ranjen je 3. kolovoza 1917. i umro je od rana devet dana kasnije.